# Sou (pastel)
Sou es un tipo de pastel chino hojaldrado típico de la cocina china.

## Dim sum
En los restaurantes dim sum, el char siu sou (叉燒酥) es la variedad más comúnmente disponible. Otras variedades pueden incluir el huevo centenario o la pasta de semilla de loto, halladas comúnmente en Hong Kong o Singapur, aunque también ocasionalmente en algunos barrios chinos del extranjero.

## Cocina de Shanghái
En la gastronomía de Shanghái están disponibles diversas variedades secas, como el sou de cacahuete (花生酥), el sou de judía verde (綠豆酥) o el sou de nuez (核桃酥). La gente los compra a menudo envasados como suvenir.